# 云龙乡 (禄劝县)
云龙乡，是中华人民共和国云南省昆明市禄劝彝族苗族自治县下辖的一个乡镇级行政单位。

## 行政区划
云龙乡下辖以下地区：
本长村、以资村、拥箐村、金乌村、云利村、联合村、云龙村、古宜村、新山村、火期村和新合村。